# Shirin van Anrooij
Shirin van Anrooij (* 5. Februar 2002 in Goes) ist eine niederländische Radrennfahrerin, die Cyclocross- und Straßenrennen bestreitet.

## Sportlicher Werdegang
Im Jahre 2019 wurde Shirin van Anrooij bei den Juniorinnen europäische und niederländische Meisterin im Einzelzeitfahren. In dieser Disziplin gewann sie auch die Silbermedaille bei den Weltmeisterschaften 2019 in Yorkshire. In der Saison gewann sie im luxemburgischen Contern ihr erstes internationales Crossrennen und wurde im schweizerischen Dübendorf Anfang 2020 Junioren-Weltmeisterin.
Im Erwachsenenbereich schloss sich van Anrooij 2021 dem UCI Women’s WorldTeam Trek-Segafredo an, für das sie die Nachwuchswertung der Tour de France Femmes 2022. Außerdem gewann sie in diesem Jahr die Silbermedaille der U23-Weltmeisterschaft im Einzelzeitfahren und wurde U23-Europameisterin im Einzelzeitfahren und Straßenrennen. Bei der Trofeo Binda 2023 gewann sie erstmals ein Rennen der UCI Women’s WorldTour. Von 2022 bis 2024 war sie dreimal in Folge beste Nachwuchsfahrerin der WorldTour. Bei der Flandern-Rundfahrt 2024 wurde sie Dritte, nachdem sie maßgeblich zum Sieg ihrer Teamkapitänin Elisa Longo Borghini beigetragen hatte.
Parallel zu ihren Straßenaktivitäten blieb van Anrooij im Cyclocross erfolgreich. Sie wurde in der Saison 2021/2022 U23-Europameisterin. In der Saison darauf dominierte sie gemeinsam mit ihren gleichaltrigen Landsfrauen Fem van Empel und Puck Pieterse den UCI-Cyclocross-Weltcup 2022/23 und gewann dabei drei Rennen. Im Gegensatz zu den beiden anderen blieb sie jedoch ein weiteres Jahr in der U23 und gewann in dieser Kategorie die Weltmeisterschaften 2023. Die folgende Saison musste sie nach einem Rippenbruch abbrechen, die Saison 2024/2025 verpasste sie aufgrund einer Operation an der Leistenschlagader. Bei Mailand–Sanremo kehrte sie im März 2025 wieder ins Renngeschehen zurück.

## Familie
Shirins ältere Schwester Lindy van Anrooij ist ebenfalls Radrennfahrerin.

## Erfolge

### Straße
2019
- Niederländische Meisterin – Einzelzeitfahren (Juniorinnen)
- Europameisterin – Einzelzeitfahren (Juniorinnen)
- eine Etappe und Nachwuchswertung Waterly Ladies Challenge
- Weltmeisterschaft Einzelzeitfahren (Juniorinnen)

2021
- Nachwuchswertung Tour de Feminin – O cenu Českého Švýcarska

2022
- U23-Europameisterin – Einzelzeitfahren, Straßenrennen
- Nachwuchswertung Tour de France Femmes
- U23-Weltmeisterschaft – Einzelzeitfahren
- Nachwuchswertung UCI Women’s WorldTour

2023
- Trofeo Alfredo Binda
- Nachwuchswertung Vuelta a Burgos
- Gesamtwertung, eine Etappe und Bergwertung Tour de l’Avenir Femmes
- Nachwuchswertung UCI Women’s WorldTour

2024
- Nachwuchswertung Setmana Ciclista Valenciana
- Nachwuchswertung Vuelta a Burgos
- Nachwuchswertung Thüringen Ladies Tour
- Nachwuchswertung UCI Women’s WorldTour

### Cyclocross
2019/2020
 Weltmeisterin (Junioren)
 Europameisterschaften (Junioren)
 Niederländische Meisterin (Junioren)
2021/2022
 Weltmeisterschaften (U23)
 Europameisterin (U23)
2022/2023
 Weltmeisterin (U23)
 Europameisterschaften (U23)
Weltcup – U23-Gesamtwertung / Hilvarenbeek, Gavere, Zonhoven
X²O Trofee – Koksijde